# Musée des Papeteries Canson et Montgolfier
Pour les articles homonymes, voir Canson et Montgolfier.

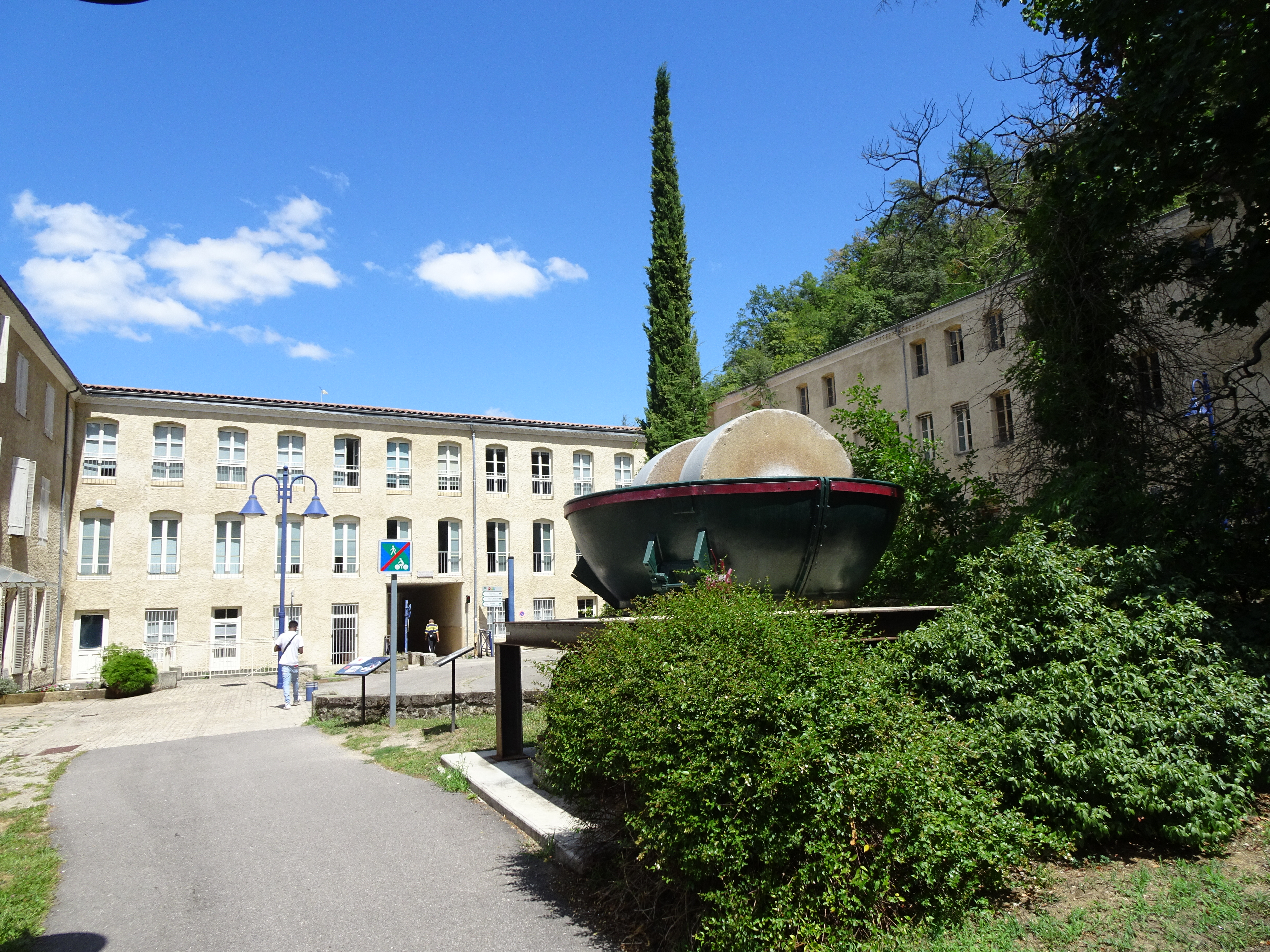
Cour du Musée des Papeteries Canson et Montgolfier

Le musée des Papeteries Canson et Montgolfier est un musée consacré aux Frères Montgolfier et à l’entreprise Canson situé à Davézieux. Il est labellisé Maisons des Illustres en 2012. Le musée est installé dans les bâtiments des Papeteries Montgolfier-Canson, inscrit au titre des monuments historiques depuis 2012.